# Србија на Светском првенству у атлетици на отвореном 2019.
Србија је на 17. Светском првенству у атлетици на отвореном 2019. одржаном у Дохи од 27. септембра до 6. октобра, учествовала седми пут као самостална земља, са 3 атлетичара (2 мушкарца и 1 жена) у 2 дисциплине (1 мушка и 1 женска)., 
На овом првенству представници Србије нису освојили ниједну медаљу.

## Учесници
| Мушкарци: - Асмир Колашинац — Бацање кугле - Армин Синанчевић — Бацање кугле | Жене: - Драгана Томашевић — Бацање диска |  |

## Резултати

### Мушкарци
| Атлетичар        | Дисциплина   | Лични рекорд | Квалификације | Квалификације | Полуфинале   | Полуфинале   | Финале               | Финале       | Детаљи |
| Атлетичар        | Дисциплина   | Лични рекорд | Резултат      | Место         | Резултат     | Место        | Резултат             | Место        | Детаљи |
| ---------------- | ------------ | ------------ | ------------- | ------------- | ------------ | ------------ | -------------------- | ------------ | ------ |
| Асмир Колашинац  | бацање кугле | 21,58        | 19,86         | 14. у гр. Б   |              |              | Није се квалификовао | 27 / 34 (35) |        |
| Армин Синанчевић | бацање кугле | 20,74        | 21,51 КВ, ЛР  | 3. у гр. А    | Без пласмана | Без пласмана |                      |              |        |

### Жене
| Атлетичарка       | Дисциплина   | Лични рекорд | Квалификације | Квалификације | Полуфинале | Полуфинале | Финале                | Финале       | Детаљи |
| Атлетичарка       | Дисциплина   | Лични рекорд | Резултат      | Место         | Резултат   | Место      | Резултат              | Место        | Детаљи |
| ----------------- | ------------ | ------------ | ------------- | ------------- | ---------- | ---------- | --------------------- | ------------ | ------ |
| Драгана Томашевић | Бацање диска | 63,63 НР     | 57,13         | 10. гр А      |            |            | Није се квалификовала | 21 / 29 (30) |        |